# Harbour Breton
Harbour Breton är en ort i Kanada.   Den ligger i provinsen Newfoundland och Labrador, i den östra delen av landet, 1 500 km öster om huvudstaden Ottawa. Harbour Breton ligger 1 meter över havet och antalet invånare är 1 898.
Terrängen runt Harbour Breton är platt åt sydväst, men åt nordost är den kuperad. Havet är nära Harbour Breton åt sydväst. Trakten är glest befolkad. Harbour Breton är det största samhället i trakten. 